# Lucilia caerulescens
Lucilia caerulescens är en tvåvingeart som först beskrevs av Johann Wilhelm Meigen 1826.  Lucilia caerulescens ingår i släktet Lucilia och familjen spyflugor.
Artens utbredningsområde är Österrike. Inga underarter finns listade i Catalogue of Life.